# Isidor Hilberg
Isidor Hilberg (* 28. Mai 1852 in Bila Zerkwa, Russisches Kaiserreich; † 28. Oktober 1919 in Wien) war ein österreichischer Klassischer Philologe (Gräzist).

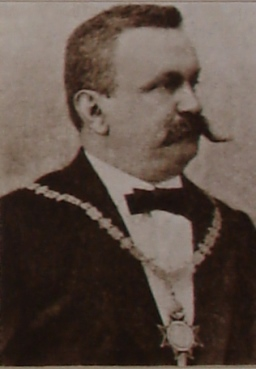
Isidor Hilberg, mit der Rektoratskette (1897/98)

## Leben
Als Vierjähriger kam er mit seinen jüdischen Eltern nach Wien. An der Universität Wien studierte er Klassische Philologie bei Johannes Vahlen, Theodor Gomperz, Emanuel Hoffmann und Wilhelm von Hartel. 1874 wurde er zum Dr. phil. promoviert. 
Seit 1877 habilitierter Privatdozent, wurde er 1879 als a.o. Professor an die noch ungeteilte Karls-Universität in Prag berufen. Im September 1882 folgte er dem Ruf an die Franz-Josephs-Universität in Czernowitz auf den Lehrstuhl für Altphilologie. 1897/98 war er Rektor der Universität.
Der Holocaustforscher Raul Hilberg war „vielleicht“ ein entfernter Großneffe.

## Schriften
- Eusthatii Macrembolitæ Protonobilissimi de Hysmines et Hysminiæ Amoribus Libri xi. Wien 1876.
- Epistula Critica ad Joannem Vahlenum de Nonnullis Scriptorum Græcorum et Romanorum Locis Emendandis Explicandisve. Wien 1877.
- Das Gesetz der trochäischen Wortformen im Dactylischen, Hexameter und Pentameter der Griechen vom 7. Jahrh. v. Chr. bis zum Untergang der Griechischen Poesie." Wien 1878.
- Das Princip der Silbenwägung und die daraus entspringenden Gesetze der Endsilben in der griechischen Poesie. Wien 1879.
- Die Verstechnik des Ephrämios. In: Wiener Studien. Band 10, 1888, S. 50–92.
- Die Gesetze der Wortstellung im Pentameter des Ovid. Leipzig 1894.
- Philologie und Naturwissenschaft. (Rektoratsrede) Czernowitz 1898.